# Катериновка (Черкасская область)
Катериновка (укр. Катеринівка) — село в Каменском районе Черкасской области Украины.
Население по переписи 2001 года составляло 541 человек. Почтовый индекс — 20831. Телефонный код — 4732.

## Местный совет
20831, Черкасская обл., Каменский р-н, с. Катериновка, ул. Московская, 46а